# Ethochorema ithyphallicum
Ethochorema ithyphallicum är en nattsländeart som beskrevs av Schmid 1989. Ethochorema ithyphallicum ingår i släktet Ethochorema och familjen Hydrobiosidae. Inga underarter finns listade i Catalogue of Life.